# Portal i restes de fortificació de l'Aranyó
El Portal i restes de fortificació de l'Aranyó és una obra del poble l'Aranyó, al municipi dels Plans de Sió (Segarra) declarada bé cultural d'interès nacional.

## Descripció
El portal d'accés al nucli està format per un arc de mig punt adovellat, per damunt del qual es van obrir finestres posteriorment amb decoració a la llinda. Aquest arc dona pas a una volta de canó que condueix fins a l'interior del nucli on hi ha situat el castell.